# Missing (canción de Flyleaf)
«Missing» es el tercer sencillo de Flyleaf de su segundo álbum, Memento Mori. 

## Lanzamiento
La canción estuvo oficialmente disponible para descargar digitalmente el 5 de abril de 2010.

## Contenido
La letra "All is vanity underneath the sun" ("Todo es vanidad debajo del sol") es una cita de Antiguo Testamento libro de Eclesiastés.

## Video musical
El video musical fue estrenado en Vevo el 8 de marzo de 2010
. Una vez más, tiene trabajo de diseño en el fondo, con una performance en vivo, como en "All Around Me" y"I'm So Sick". El video muestra a Lacey Mosley como una niña abandonada por sus padres en un barco. Se libera del dolor saltando al agua, simbolizando como ella encontró el amor de Dios, es el único amor verdadero después de que sus amados "la abandonaron para sangrar sola".

## Canciones
iTunes UK Version
1. "Missing" - 2:54
2. "Stay (Faraway, So Close)" - 4:53
3. "Missing(video)" - 2:54

## Posicionamiento
| Listas (2010)    | Posiciones |
| ---------------- | ---------- |
| UK Singles Chart | 108        |